# Waldtundra
Waldtundra (auch Strauchtundra, Krummholzzone oder Krüppelwald) ist der Oberbegriff für den Übergangslebensraum von der baumlosen, subpolaren Tundra zum geschlossenen borealen Nadelwald (Taiga). Die Waldtundra kommt wie die Taiga ausnahmslos auf der Nordhalbkugel vor, da auf der Südhalbkugel die großen Landmassen fehlen, die das für die borealen Wälder typische Klima ermöglichen.
Der Begriff stammt aus der Geographie und bezeichnet verallgemeinernd einen bestimmten Landschaftstyp der globalen Maßstabsebene. Je nach Disziplin existieren unterschiedliche Definitionen, siehe Abschnitt „Definition“.
Charakteristisch für die verschiedenen Formen der Waldtundra ist in den Ebenen ein nach Norden immer lichter werdender Baumbewuchs und auf bewegtem Relief immer kleiner werdende und weiter verstreut liegende inselartige Waldstücke in der Tundra. Die Nadelbäume oder Weichlaubhölzer, die hier (zumeist) über Permafrostböden wachsen können, zeigen zur Tundra hin einen immer kümmerlicheren Wuchs.

## Definition
Aus Sicht der Geobotanik (Pflanzengeographie) ist die Waldtundra ein natürlicher Vegetationstyp, der unter den Bedingungen der Klimate der borealen Nadelwälder am Rand der Tundrenklimate entsteht. In ihrer erdumspannenden (geozonalen) Ausdehnung gehört die Waldtundra zu den Vegetationszonen. Zudem kommen vergleichbare Pflanzenformationen weltweit in der subalpinen Höhenstufe der Gebirge vor, die als nicht zonale Vegetationstypen den Waldtundren zugeordnet werden können. (Ihre Ausdehnung ist allerdings vergleichsweise gering, so dass sie auf der Weltkarte nicht dargestellt werden können.)
Aus Sicht der Ökologie gehört die Waldtundra zu den größtmöglichen (abstrakten) Ökosystemen, die zusammen die Biosphäre bilden. Sie selbst wird aus typischen Biomen oder Ökoregionen gebildet, die sich wiederum aus den zugehörigen kleinräumigen (konkreten) Bio- und Ökotopen zusammensetzen. Diese untergliedern wiederum das erdumspannende Boreal-Polare Zonoökoton bzw. die Boreale Ökozone.

## Verbreitung und Zustand
Die nördliche, subarktische Vegetationszone der Waldtundra reicht in ihrer maximalen Ausdehnung etwa von 73° nördlicher Breite (Chatanga-Mündung in Nordsibirien) bis 49° (200 km südlich der James Bay). In der Südhemisphäre gibt es keine subantarktischen Waldtundren. In den südlichen Anden und den neuseeländischen Alpen befinden sich stattdessen kleine Areale einer Krummholzstufe. Die Waldtundren gehen polwärts in die Zone der Tundra und Richtung Äquator in den Borealen Nadelwald über.
Die nicht zonale Krummholzzone kommt in den meisten Hochgebirgen vor und bildet hier die subalpine Höhenstufe.
Die Festlegung von Grenzen zwischen Vegetationstypen ist insbesondere bei Übergangsformationen sehr schwierig. Daher findet man in der Literatur häufig verschiedene Zuordnungen, die bei der Waldtundra sehr große Flächen ausmachen. Rechnet man wie Josef Schmithüsen oder die FAO die offenen Flechtenwälder Kanadas zu den Waldtundren, so wird die Zone hier bis zu 700 Kilometer breit. Werden sie nach Walter und Breckle noch zum borealen Waldgürtel gerechnet, kommt die Breitenausdehnung nur noch auf 10 bis maximal 100 Kilometer. Ebenso herrscht Uneinigkeit bei der Zuordnung der sommergrünen Birkenwälder Nordeuropas und Kamtschatkas. Auf der einen Seite bilden sie in diesen Gebieten vorrangig die Baumgrenze, auf der anderen Seite sind es zum Teil dichte Wälder, auf die die Kennzeichen der lichten, krüppelwüchsigen Waldtundra kaum noch zutreffen.
Die mit Abstand größten Waldtundren ziehen sich von Nordwestkanada hinunter zur Hudson Bay und weiter bis an die Ostküste Labradors. Die größten Waldtundren Europas sind die Fjällbirken-Wälder. Sie reichen von der Finnmark bis zum Inarisee in Finnland. Die Lärchen-Waldtundra Sibiriens ist am besten im Werchojansker Gebirge erhalten.
Bezogen auf die potentielle natürliche Vegetation sind heute ca. 3 % der irdischen Landoberfläche Waldtundren. Tatsächlich sind Anfang des 3. Jahrtausends rund 55 % der Waldtundren in einem weitgehend unbeeinflussten Zustand. Diese Gebiete sind nahezu unbesiedelte Wildnis. Weniger als 25 % sind noch naturnah und relativ gering beeinflusst. Diese Flächen sind allerdings zumeist stark fragmentiert und befinden sich im Wandel, durch eine Überführung in Nutzflächen oder durch Raubbau. Bei über 20 % wurde die ursprüngliche Vegetationsdecke stark verändert und durch anthropogene Landschaften überprägt. In diesen Gebieten sind naturnahe Waldtundra-Landschaften nur noch in kleinen Relikten anzutreffen.

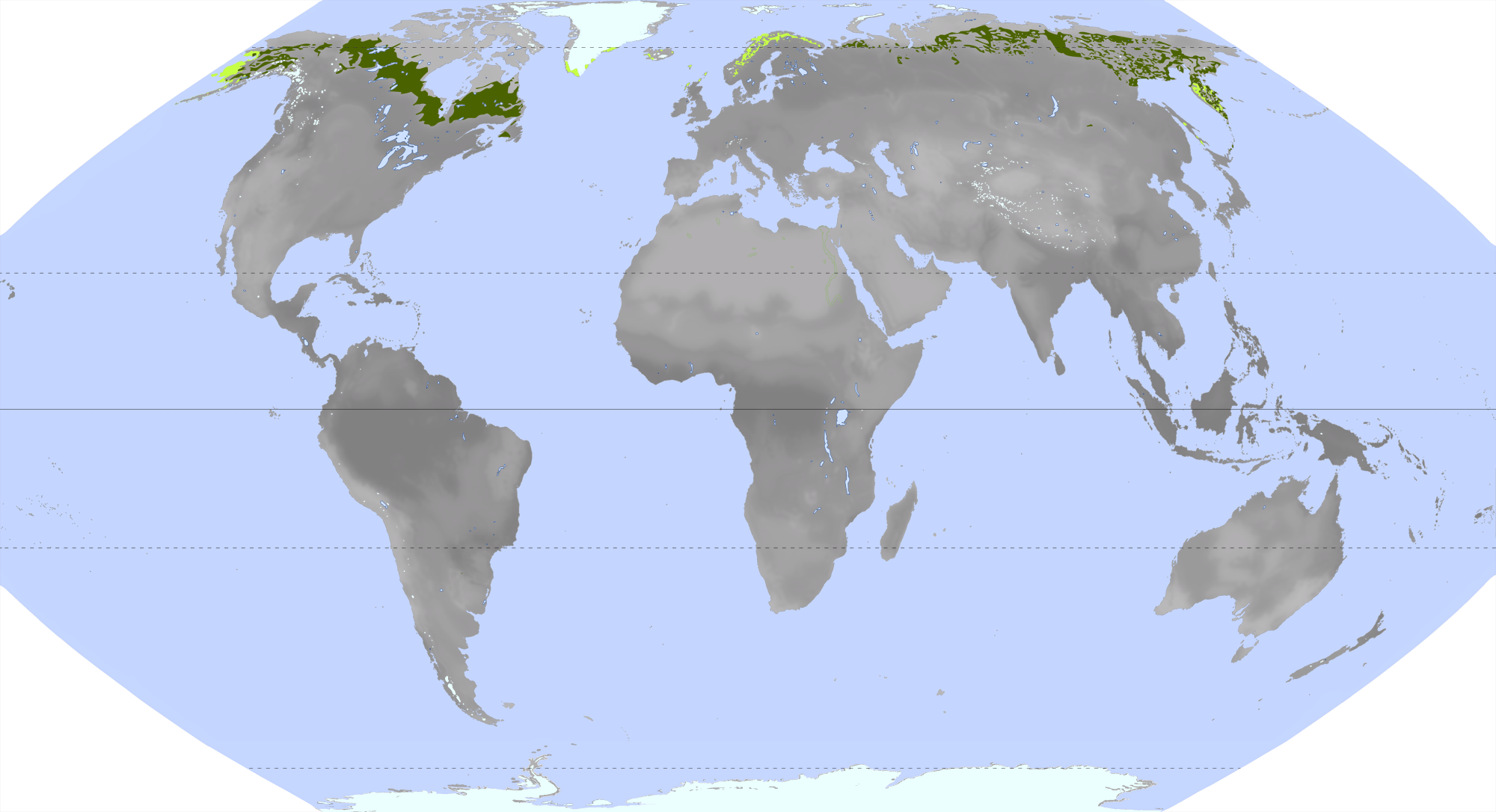
Lage der Waldtundren mit Untergliederung
Nadelholz-Waldtundra bei ausgeprägtem Kontinentalklima (Jahres-Ø < 300 mm Niederschlag, < −3 °C)
Laubholz-Waldtundra bei Seeklima und mäßigem Kontinentalklima (> 300 mm JN, >−3 °C JMT)

## Charakteristik

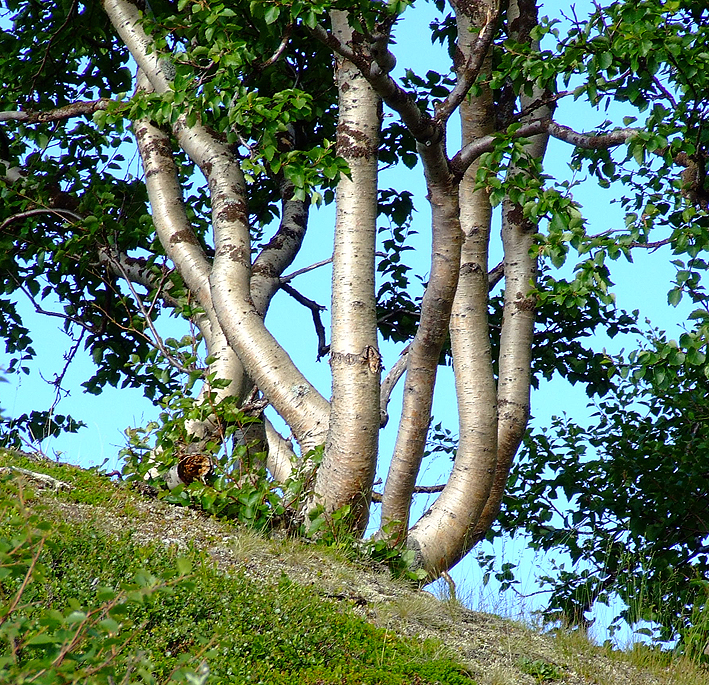
In Fennoskandinavien wird die Baumgrenze von der Fjällbirke gebildet

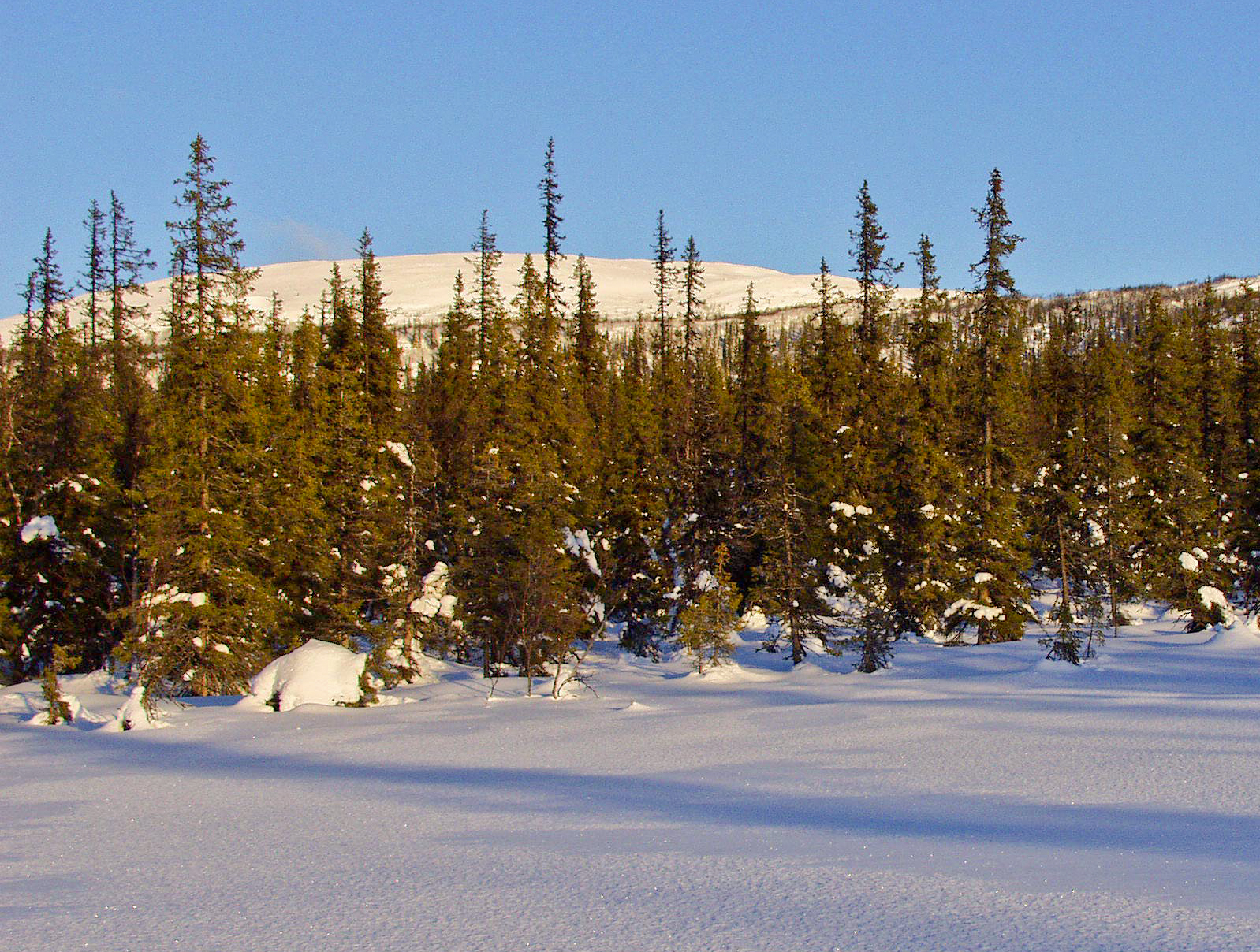
Im nordeuropäischen Teil Russlands ist es die besonders schmalwüchsige Sibirische Fichte

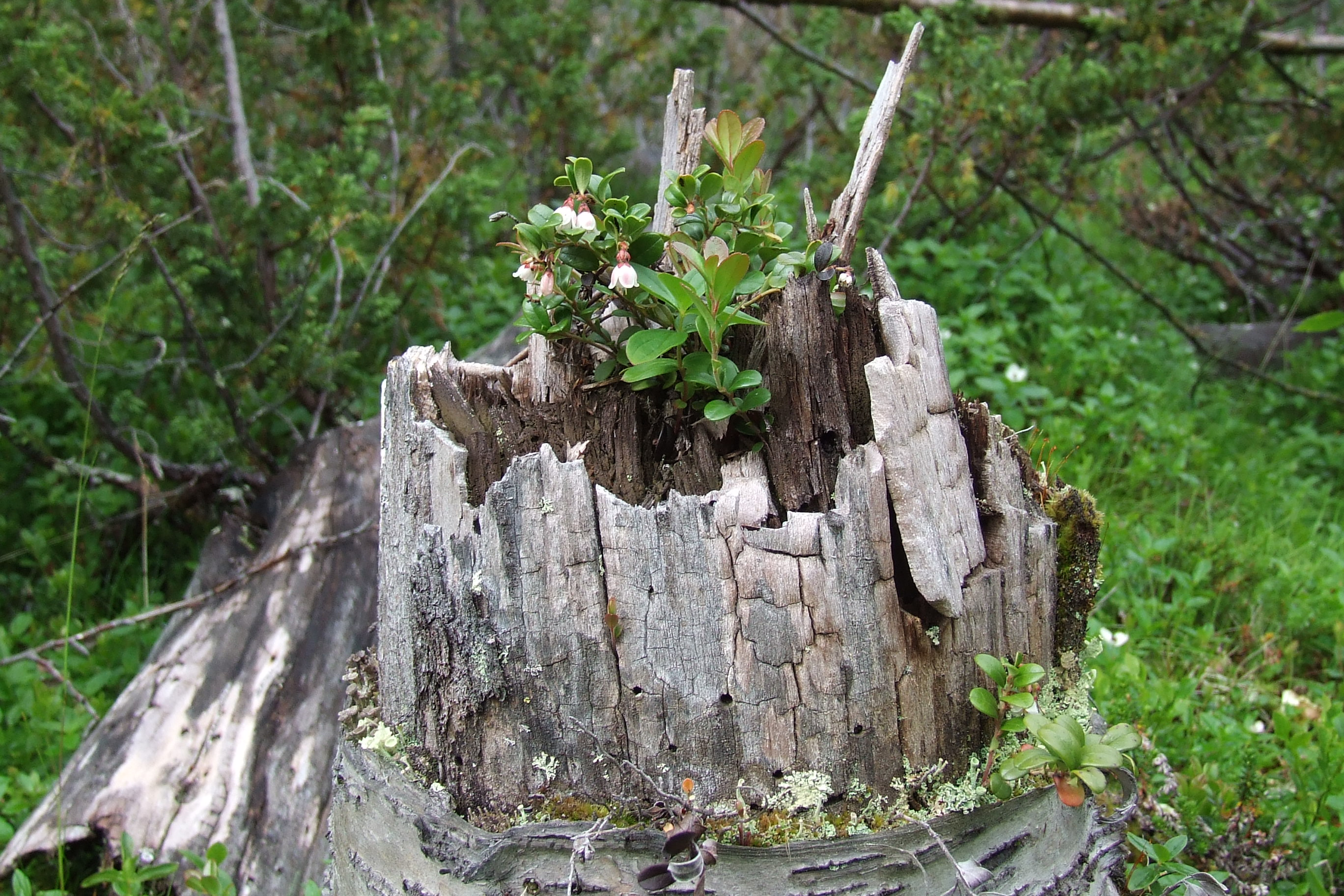
Totholz ist in der Waldtundra eine wesentliche Grundlage für das Wachstum neuen Lebens

Die Waldtundra ist wie die Tundra geprägt durch extreme Klimabedingungen. Der Permafrostboden taut im Sommer höchstens bis zu einem halben Meter tief auf und bietet den Pflanzen nur einen geringen Wurzelraum. Die Wurzelkonkurrenz der weit über den Kronenbereich flach hinauswachsenden Baumwurzeln führt zu großen Abständen zwischen den einzelnen Bäumen. In lichten Wäldern taut der Boden leichter auf, im Schatten dichter Waldstücke bleibt der Boden länger gefroren. Durch die Staunässe über dem gefrorenen Untergrund entstehen im Sommer häufig Sümpfe. Dieses Wechselspiel aus Frost und Nässe ist zudem die Ursache für die verschiedenartigen Moore und Bodenstrukturen wie den häufigen Palsen. Die Krautschicht der Waldtundra entspricht im Wesentlichen der Tundra, die Strauchgehölze bilden hier allerdings deutlich üppigere und höher gewachsene Formen aus. Hinzu kommen Nadelgehölze wie Fichten, Kiefern oder Lärchen in Zentralalaska, Kanada und Nordasien; sowie Weichlaubhölzer wie Birken, Weiden oder Espen in Westalaska, Nordeuropa oder Kamtschatka.
In Ebenen wachsen zumeist höchstens vier bis sechs Meter hohe Bäume, deren Abstand zueinander nach Norden hin immer größer und deren Erscheinungsbild immer krüppelwüchsiger wird. Vor allem die Fichten sind extrem schmalwüchsig und bis zum Boden beastet. Dies verhindert im Winter eine zu hohe Schneelast. Auf bewegterem Relief geschieht die Auflösung des Waldes nach Norden mosaikartig: Geschlossene Waldflächen und offene Tundra wechseln einander ab, wobei der Wald an etwas wärmeren und windgeschützteren Stellen wächst (etwa in Flusstälern und an Südhängen).
Während der nacheiszeitlichen Wärmeperiode (Boreal von 7500 bis 5500 v. Chr.) lag die Waldgrenze weiter nördlich. An einigen Orten – etwa in Kanada – ist die heutige Verbreitung von Bäumen auf frühere, wärmere Perioden zurückzuführen. Die Bäume an der nördlichen Baumgrenze bilden heute nur in optimalen Jahren Samen und die Sämlinge überleben nur, wenn einige warme Jahre folgen. Wichtig für den Bestand ist der Nachschub durch den Wind von südlicher wachsenden, regelmäßiger fruchtenden Bäumen. Als Anpassung an das kältere Klima sind einige Bäume – auch Nadelhölzer, die in geschlossenen Waldgebieten kaum dazu neigen – in der Lage, sich ohne Samenbildung vegetativ zu vermehren. So entsteht ein neuer Baum, wenn ein zum Boden hängender Zweig eines „Mutterbaumes“ von Humus bedeckt wird. Diese Form der Vermehrung „am gleichen Ort“, sowie die häufig zu beobachtende Samenkeimung auf vermodernden Stämmen (Totholzverjüngung), führt zu einem über Jahrhunderte kaum veränderten Landschaftsbild.

### Klimatische Voraussetzungen
Die Waldtundren der Erde liegen im Norden der kaltgemäßigten Klimazone und sind damit in der Regel durch kalte Klimata mit langen, kalten Wintern und kurzen, kühlen Sommern gekennzeichnet. Im kältesten Monat sinken die Durchschnittstemperaturen auf −10 bis unter −30 °C, wobei das Minimum bei Werchojansk in Ostsibirien bis zu −70 °C ausmachen kann (daran ist erkennbar, dass allein die Tiefe der Temperaturen kein limitierender Faktor für das Wachstum von Bäumen ist). Sechs bis acht Monate liegt Schnee. Der wärmste Monat liegt im Mittel bei über 0 bis über 15 °C; es kann jedoch in den kontinentalen Gebieten durchaus weitaus wärmer werden. Das langjährige Temperaturmittel liegt im Schnitt bei unter −10 bis −3 °C. Für die polaren Waldtundren kommt zudem eine für das Pflanzenwachstum erschwerende sehr geringe Sonneneinstrahlung hinzu, die allerdings im Hochsommer durch die Mitternachtssonne z. T. kompensiert wird.
Entscheidend für die Ausbildung des subpolaren sowie des subalpinen Waldgrenz-Ökotons ist eine bestimmte Konstellation von mittlerer Lufttemperatur und Wachstumszeit: Bis zur Baumgrenze liegt sie während der Vegetationsperiode weltweit über 6 °C. Dies ist der absolute Grenzwert, bei dem Bäume wachsen können. Bei geringfügig niedrigeren Temperaturen entsteht Kümmer- und Krüppelwuchs und die Pflanzen reifen und wachsen nicht vollständig aus. Dies geht vermutlich auch auf die bei Wurzelkälte eingeschränkte Fähigkeit zur Aufnahme und den Transport von Wasser und Nährstoffen zurück. Demnach finden sich in der subalpinen Stufe höherwärts immer weniger Standorte mit ausreichender Wärme für Bäume.
Mit Durchschnittswerten 250 bis 500 (selten bis 800) mm sind die Jahressummen der Niederschläge niedrig bis moderat. Allerdings liegen die weitaus meisten Gebiete in ausgeprägt kontinentalen, trockenen Klimaten mit unter 300 mm Jahresniederschlag. Die lange Frostperiode und die niedrigen Temperaturen führen zu einer geringen Verdunstungsrate, so dass der Wasserhaushalt am Erdboden trotz der geringen Niederschlagsmengen humid (feucht) ist.
Die Vegetationsperiode ist mit 90–150 Tagen relativ kurz.
Nach der effektiven Klimaklassifikation von Köppen / Geiger lassen sich lediglich die sommertrockenen Waldtundren im Klimatyp Dsc und Dsd klimatisch abgrenzen, die weitaus größeren anderen Flächen nicht.

### Weitere Kennzeichen

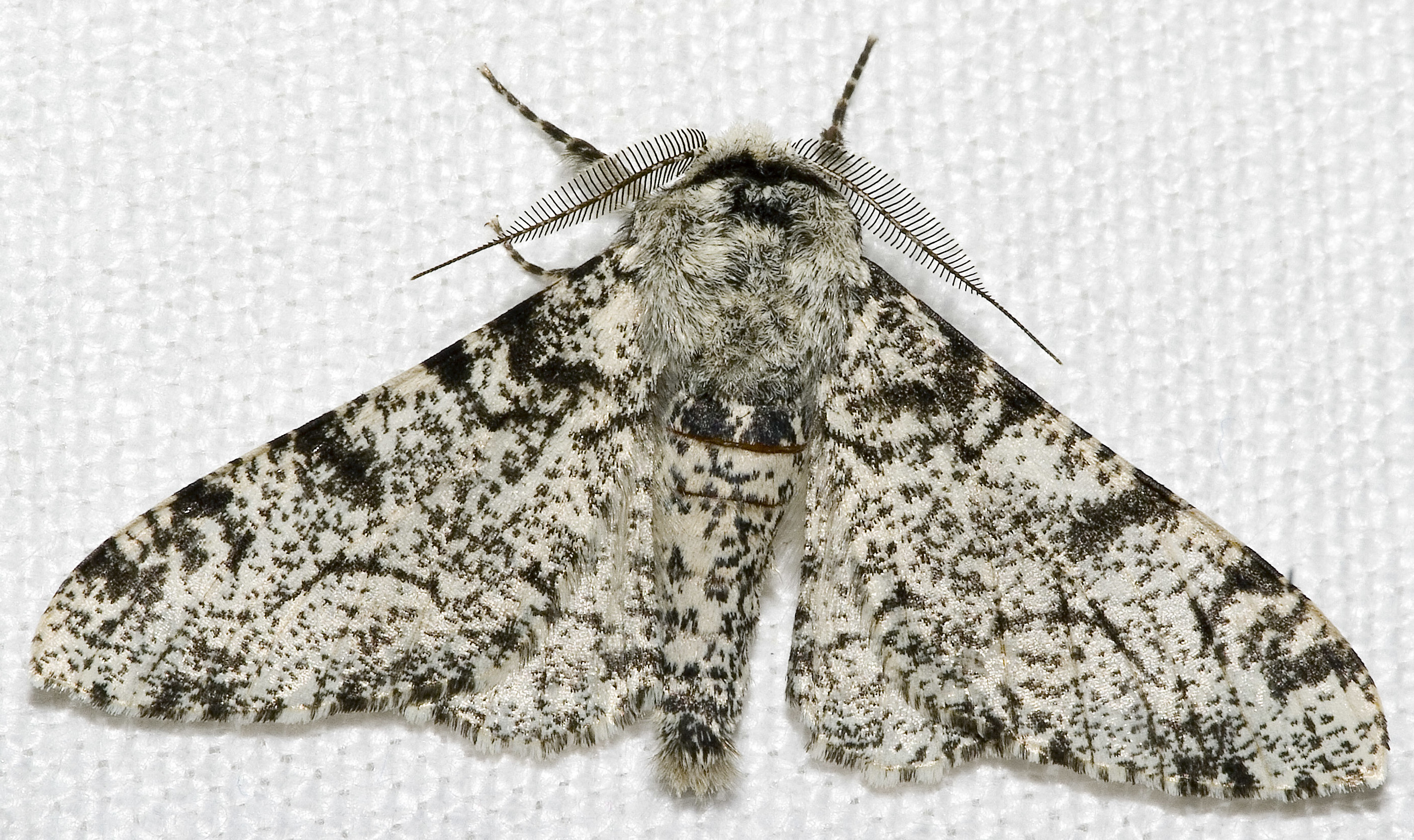
Der Birkenspanner ist der größte „Feind“ der nordeuropäischen Birken-Waldtundra.

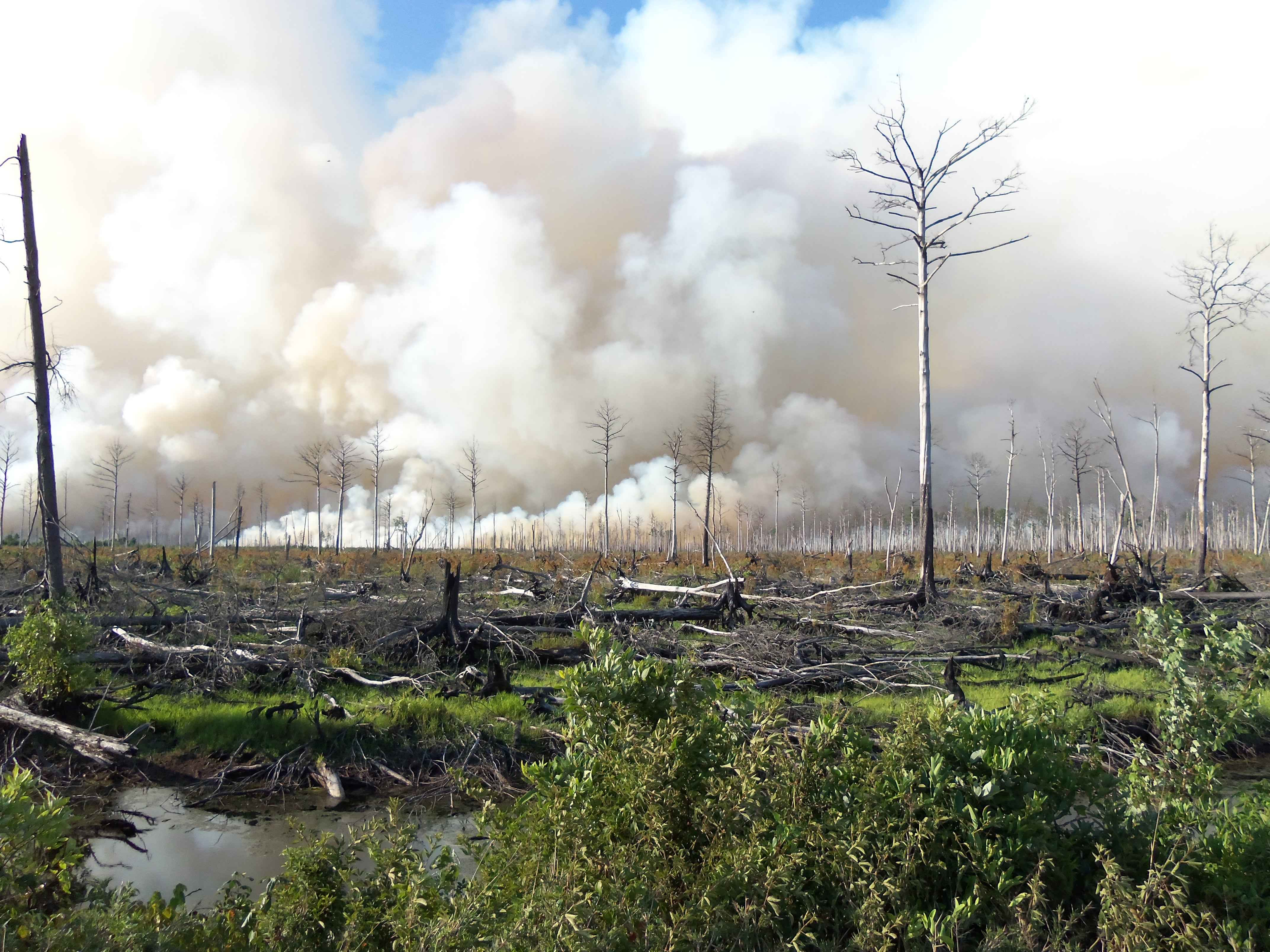
Während sich Wälder von Waldbränden recht schnell wieder erholen, erholen sich die Bäume der Waldtundra oftmals gar nicht mehr.

In der kontinentalen sibirischen Waldtundra herrschen  mineralische Permafrostböden vor, die nach dem internationalen Bodenklassifikationssystem World Reference Base for Soil Resources (WRB) Cryosole genannt werden. Stellenweise werden sie von Böden aus Moortorfen unterbrochen, die (wie alle organischen Böden mit oder ohne Permafrost) zu den Histosolen gehören. Somit finden wir hier ähnliche Böden wie in der Tundra. In den anderen Weltgegenden kommen in den Waldtundren recht verschiedene Böden vor (in etwa in der Reihenfolge ihrer räumlichen Ausdehnung): im ozeanischen Klima Nordeuropas und Nordamerikas verbreitet Podsole, also saure, nährstoffarme Böden, südlich der Hudson Bay große Flächen mit Histosolen, in den Nordwest-Territorien mäßig entwickelte Cambisole sowie in den grundwasserbeeinflussten Gebieten Alaskas Gleysole.
Es fällt mittelmäßig viel Bodenstreu an, und die Zersetzung verläuft sehr langsam.
Durch die vorgenannten abiotischen Faktoren ist die vorhandene Menge an Biomasse niedrig (70–90 t/ha Trockenmasse). Pro Jahr entstehen drei bis fünf Tonnen neu.
Aufgrund der schon beschriebenen, stark eingeschränkten Vermehrungsfähigkeit der Bäume (Charakteristik) haben der Verbiss durch Rentiere und Elche sowie Buschbrände einen großen Einfluss auf die Ausformung der Waldtundra. Extreme Ausmaße können zudem Schäden durch großflächigen Insektenbefall (z. B. Birkenspanner in Skandinavien) annehmen. In Verbindung mit einer meist großen Nährstoffarmut regenerieren sich Waldtundren nur sehr langsam bis gar nicht.
Der größte Teil der Waldtundren steht auf Dauerfrostboden – auch bekannt als Permafrostboden –, der bis zu mehrere hundert Meter tief gefroren sein kann. Permafrostfrei sind die niederschlagsintensiven Zonen am Westrand Eurasiens, wo mächtige Schneedecken eine Abkühlung des Bodens bis in große Tiefen verhindern. Der Permafrost taut erst im Frühsommer oberflächlich auf (bis in Tiefen von 0,5 bis 1 Meter) und neigt durch das anstehende Wasser zur Versumpfung. Die Wurzelmasse der Bäume ist daher kaum tiefer als 20–30 cm im Boden verankert. Die Versumpfung bedingt auch hier aufgrund des Sauerstoffmangels eine unvollständige Zersetzung der organischen Masse sowie eine ungenügende Mineralisierung der in ihr gebundenen Nährstoffe. So bilden sich vielerorts auch Moore. Die dicke Humusauflage schützt den Dauerfrost-Untergrund gegen sommerliche Sonneneinstrahlung. Wird diese Streuauflage durch Brände zerstört, so bilden sich unter Umständen sumpfartige Seen von 10–50 ha Fläche, auf denen Bäume zunächst nicht mehr Fuß fassen können. Deshalb finden sich hier zunächst andere Vegetationsformen ein (Sukzession).

### Flora
Hauptsächlich wachsen in der Waldtundra Fichten, Lärchen und Birken. Im Seeklima sind es die Birken, bei kontinentalem Klima die Nadelbäume, die die nördliche Baumgrenze bilden.
Im Norden Skandinaviens, auf Island und Grönland wird die Waldtundra von der Fjällbirke (Betula pubescens subsp. tortuosa) gebildet, im Norden Osteuropas von der Sibirischen Fichte (Picea obovata), weiter östlich folgen die Sibirische Lärche (Larix sibirica) und die Dahurische Lärche (Larix gmelinii). An der Pazifikküste Russlands ist vorrangig eine Birke, Ermans Birke (Betula ermanii), die die Baumgrenze bildet; hinzu kommt eine Krüppelkiefer (Pinus pumila). In Nordamerika wachsen in der Waldtundra vor allem Schwarz-Fichte (Picea mariana) und Weiß-Fichte (Picea glauca), dazu die Papier-Birke (Betula papyrifera) und Balsam-Pappel (Populus balsamifera). In den kontinentaleren Bereichen kommt die Amerikanische Lärche (Larix laricina) hinzu.
Der Unterwuchs des Waldes besteht hauptsächlich aus Zwergsträuchern wie verschiedenen Weiden (Salix), Heidelbeeren (Vaccinium), Moosheiden (Phyllodoce), Silberwurzen (Dryas), Alpen-Bärentraube (Arctostaphylos alpinus) und Zwerg-Birke (Betula nana). Wichtig sind im Unterwuchs auch Moose und Flechten.

### Fauna

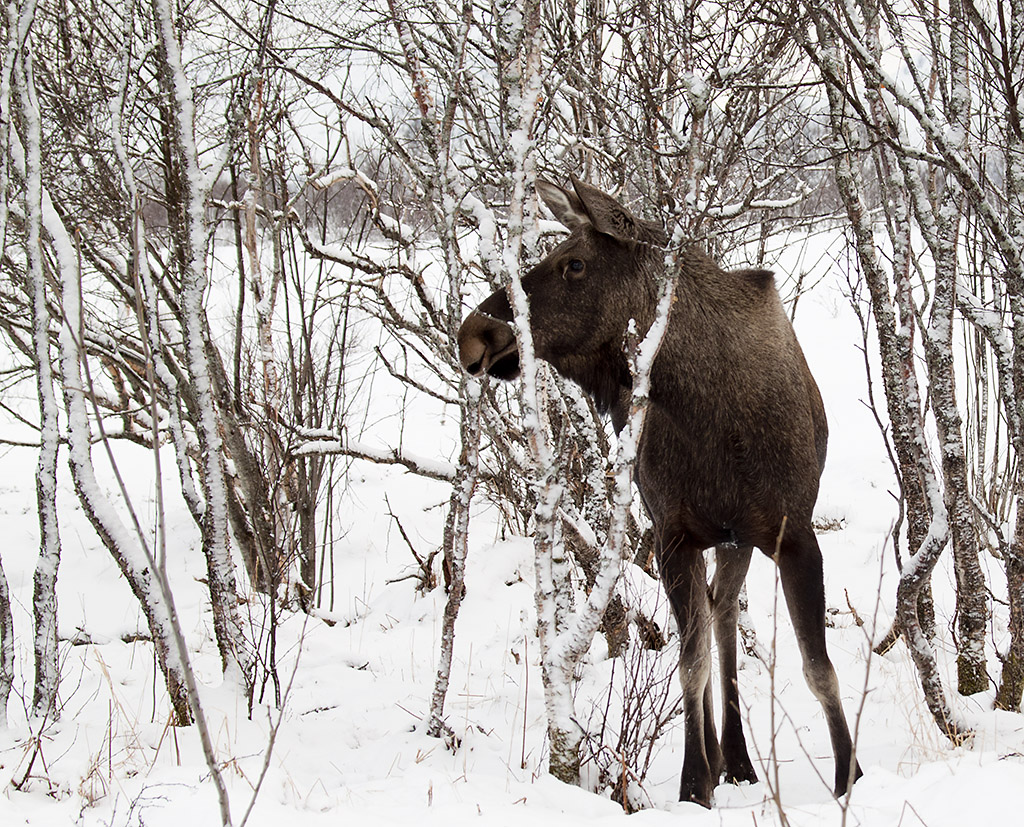
Elch im nordischen Buschwald.

Es gibt keine Säugetiere, deren Lebensraum ausschließlich in der Waldtundra liegt. Von den Tundren bis in die Waldtundren verbreitet sind: Polarhase und Schneehase. Von der Tundra bis in die borealen Nadelwälder sind folgende Säugetiere verbreitet: Vielfraß, Lemming, Rentier und nordamerikanisches Karibu. Von der Waldtundra bis in südlichere Waldgebiete leben Elch, Wolf, Kojote, Luchs, Braunbär, Fuchs, Hase, Marder, Fischotter und Neuweltotter.
Typische Tundra- und Waldtundravögel sind: Enten, Falken, Gänse, Gänsesäger, Regenpfeifer, Kolkrabe, Kraniche, Küstenseeschwalbe, Möwen und Raubmöwen, Raufußbussard, Schneeammer, Schneeeule, Schneehuhn, Spornammer, Steinadler, Steinwälzer, Strandläufer, Taucherarten.

## Indigene Bewohner

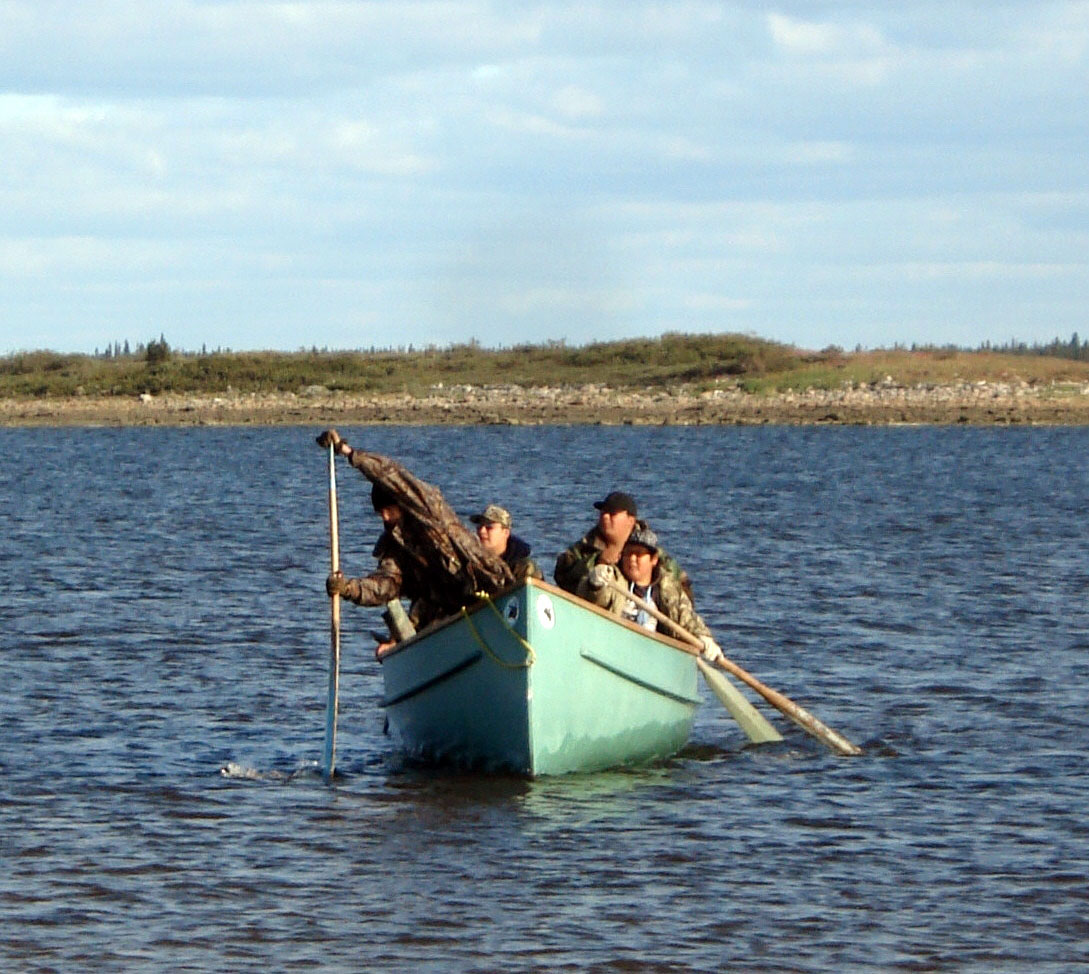
James-Bay-Cree auf der gleichnamigen Bucht

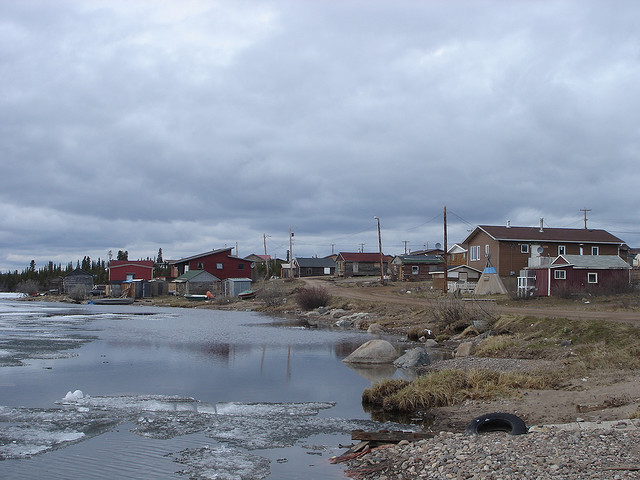
Der Ort Déline am Ufer des Großen Bärensees

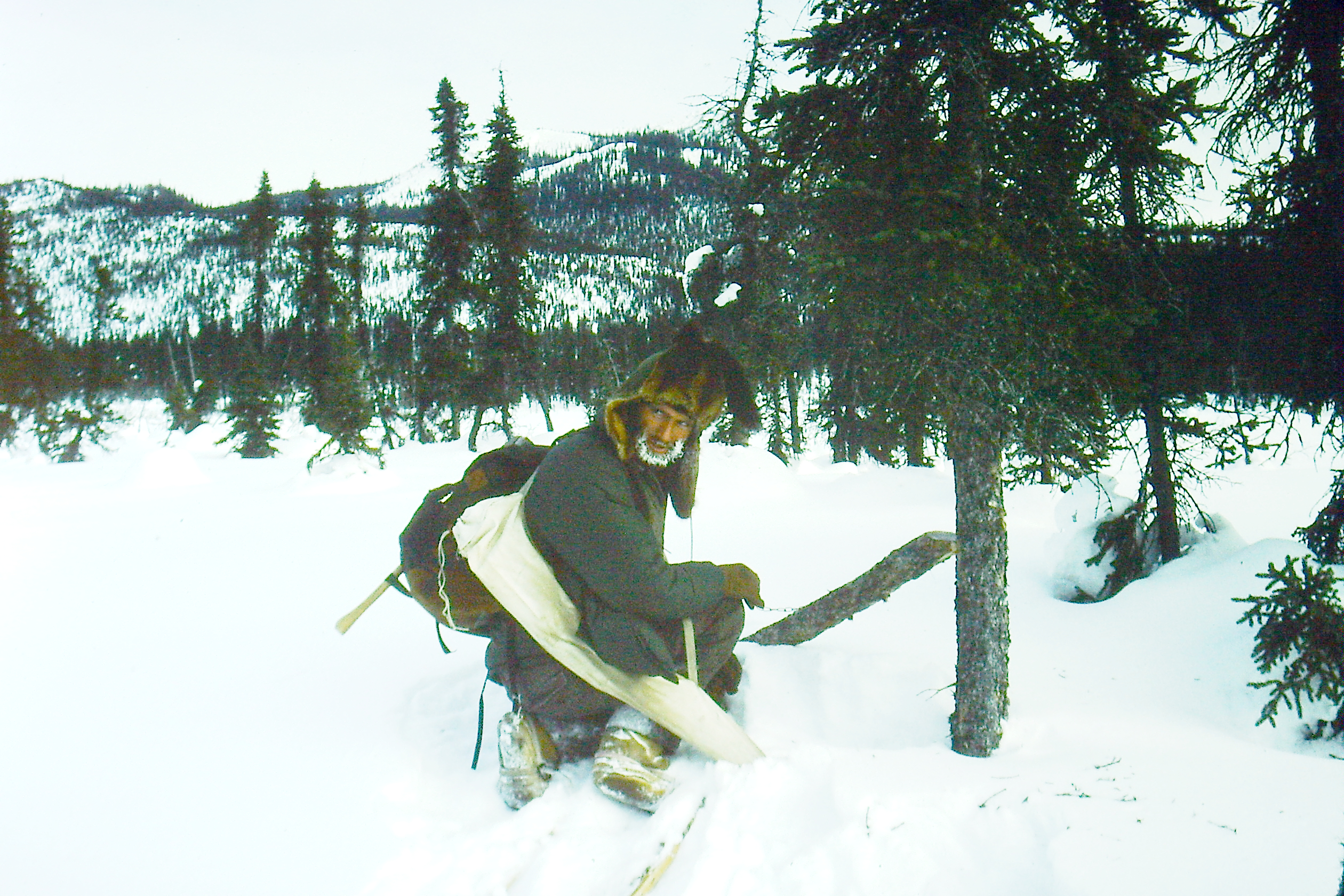
Trapper in den offenen Flechtenwäldern Kanadas

In den naturnah verbliebenen, nahezu menschenleeren Waldtundren leben auch heute noch indigene Völker, deren Leben seit jeher von den Eigenarten ihres Landes geprägt wurde und die nach wie vor von weitgehend intakten ökologischen Verhältnissen ihrer angestammten Heimat abhängig sind. Die folgende Auswahl berücksichtigt daher nur solche Völker, bei denen zumindest einige Bevölkerungsteile noch nicht gänzlich die moderne westliche Kultur übernommen haben, deren Wirtschaftsweisen überwiegend extensiv und traditionell nachhaltig geprägt sind und bei denen die kulturelle Identität immer noch eine große – oftmals spirituell verankerte – Verbundenheit mit ihrem natürlichen Lebensraum enthält.
Dies darf jedoch nicht darüber hinwegtäuschen, dass sich die ursprüngliche „naturnahe“ Lebensweise aller dieser Menschen durch zunehmende Technisierung, veränderte Abhängigkeiten durch den Einfluss des westlichen Lebensstils oder durch verschiedenartige Assimilationspolitik und durch abnehmende überlieferte Kenntnisse bereits stark verändert hat! Es gibt zwar viele hoffnungsvolle Ansätze zur Bewahrung oder Wiederbelebung der Traditionen. Dies bezieht sich jedoch meistens auf Sprache, Materialkultur, Brauchtum oder Religion. Nur in wenigen Fällen haben diese Bestrebungen einen kulturökologischen Hintergrund, um den Erhalt der traditionellen Wirtschaftsweisen in der Waldtundra zu fördern.
Die wichtigsten Ethnien der eurasischen Waldtundren sind (von West nach Ost) die Sámi der fennoskandischen Fjäll-Gebiete, die Nenzen, Dolganen, Ewenken, Ewenen, Korjaken und Itelmenen. Bei den genannten Ethnien sind die Dolganen das einzige Volk, dass überwiegend in der Waldtundra siedelt. Alle waren früher zum größten Teil Rentier-Nomaden. Auch heute spielt die Rentierhaltung bei den meisten der genannten Völker eine mehr oder weniger große Rolle. Sie werden in der Ethnologie bisweilen als Kulturareale „Sibirien“ und „Paläo-Sibirien“ zusammengefasst.
Die Ureinwohner der großen Waldtundren Nordamerikas – die auch heute noch zu einem mehr oder weniger großen Teil von der Jagd und dem Fischfang leben – sind die Yupik Südwestalaskas, die eskimo-aleutische Sprachen sprachen oder noch sprechen. Von den athabaskischen Indianern bewohnen vor allem die Kutchin, Hare-Slavey, Dogrib und Chipewyan die offenen Flechtenwälder. Südlich und östlich der Hudson Bay sind es einige Gruppen der Swampy-, Moose- und James-Bay-Cree, die in der Waldtundra leben. In Labrador siedelt das kleine Volk der Naskapi in der Übergangszone zur Tundra. Einige Innu durchstreifen die Waldtundra auf ihren Jagdzügen. Diese Völker gehören teilweise zum nordamerikanischen Kulturareal „Arktis“ und teilweise zur „Subarktis“.

## Nutzung, Entwicklung, Gefährdung und Naturschutz
Die Waldtundra liegt im Grenzbereich des Ackerbaus. Eine nachhaltige Waldwirtschaft ist aufgrund der sehr schlechten Wachstumsbedingungen für Bäume nicht möglich. Raubbau an Gehölzen kommt derzeit nur vereinzelt in der Nähe von großen Ansiedlungen vor. Wie bei der Tundra ist die großflächige Nutzung seit jeher auf die Rentier-Weidewirtschaft beschränkt; die Tiere suchen diese Gebiete in den Übergangsjahreszeiten auf. Früher fand sie ausschließlich nomadisch statt, heute z. T. halbnomadisch und unter Einsatz moderner Methoden. Überdies kommt in einigen Gebieten stationäre Viehhaltung vor. Eine gewisse wirtschaftliche Bedeutung für die Menschen der Waldtundren hat die Pelztierjagd.
Vor allem unter den Böden der Waldtundren Russlands und Westsibiriens liegen Bodenschätze, deren Förderung abgesehen von Erdöl und Erdgas angesichts der enormen Größe der Gebiete als „punktuell“ bezeichnet werden kann. Die Gas- und Erdölförderung – z. B. in Nordsibirien (Gasfeld Urengoi) – ist hingegen mit großflächigen Störungen und weitreichenden Risiken für die empfindlichen Ökosysteme verbunden. Böden und Vegetation sind so empfindlich, dass sich bereits scheinbar geringfügige Verwundungen durch die klimatischen Bedingungen im Laufe der Zeit immer stärker ausprägen (sog. Thermokarst).
Die globale Luftverschmutzung hat in einigen Waldtundragebieten zur Versauerung von Gewässern und zur Schädigung der empfindlichen Flechten geführt, die eine wesentliche Nahrungsquelle für viele Tiere sind. Die vom Menschen verursachte Ausdünnung der Ozonschicht führt zu einer verstärkten Ultraviolettstrahlung, die wiederum zu einer direkten Schädigung von Pflanzen und Tieren führen kann.
Die größte Gefahr für die Waldtundra resultiert aus der globalen Erwärmung, die in den hohen Breiten des Nordens deutlich über dem Durchschnitt liegt. Trockenphasen werden die Gefahr von Buschbränden und den Befall durch Schadinsekten erhöhen. Aufgrund der schon erwähnten geringen Regenerationsfähigkeit der Bäume in diesen hohen Breiten wird das zum Teil zu einem Rückgang der Bewaldung führen. Dies kann zu einem geringeren Nahrungsangebot für verschiedene Tiere führen. Prinzipiell wird sich der Wald jedoch weiter nordwärts ausdehnen. Dies wird eher eine von der Taiga ausgehende Waldverdichtung sein als eine Ausbreitung der Bäume in die Tundra, da die vorwiegend vegetative Vermehrung und die schlechten Bestäubungsbedingungen durch die zunehmende Wärme nicht verbessert werden. Stattdessen wird sich als erstes die aus Sträuchern bestehende Strauchschicht deutlich verstärken und nach Norden ausbreiten.
Die Artenvielfalt (und die darüber hinausgehende Biodiversität) der Waldtundra ist niedrig (1.300 – 1.700 Arten pro ha).
Nach Angaben der IUCN standen 2003 ca. 16 % der Gesamtfläche unter Schutz. Davon wiederum entfallen rund 70 % auf Nordamerika und rund 30 % auf Eurasien.
Die in der Infobox genannten exemplarischen Großschutzgebiete enthalten jeweils einen größtmöglichen Anteil des Vegetationstyps Waldtundra. Zudem handelt es sich ausschließlich um Gebiete, bei denen die Erhaltung (oder Wiederherstellung) eines möglichst unbeeinflussten Naturzustandes vorrangig ist und die im internationalen Vergleich als streng geschützt betrachtet werden können.

## Untergliederung
Der globale Vegetationstyp Waldtundra muss als Oberbegriff für eine Vielzahl kleinerer Pflanzenformationen, Biome und Ökoregionen gesehen werden, die bis auf die Ebene der Biotope in einer unterschiedlichen Anzahl von Stufen weiter untergliedert werden können:

### Weitere Einteilung nach Pflanzenformationen
Nach ähnlichen Erscheinungsbildern – und demnach im Wesentlichen ohne Betrachtung des konkreten Arteninventares –, lassen sich die Waldtundren wie folgt weiter untergliedern (Nota bene: Diese Gliederung basiert auf den Bezeichnungen von Josef Schmithüsen):
- Nadelholz-Waldtundra – bei ausgeprägtem Kontinentalklima (unter 300 mm Jahresniederschlag, unter −3 °C Jahresmitteltemperatur)
  - Offenes sommergrünes Koniferen-Baumgehölz – Sibirische Lärchen-Waldtundra
  - Koniferenstrauchformationen – Krüppelwald der Baumgrenze im fernsten Osten Sibiriens
  - Boreales und subpolares offenes Koniferen-Baumgehölz – Offene Flechtenwälder und Waldtundra Nordamerikas, sowie kleine Areale westlich des Urals
- Laubholz-Waldtundra – bei Seeklima u. mäßigem Kontinentalklima (über 300 mm Jahresniederschlag, über −3 °C Jahresmitteltemperatur)
  - Subpolare Wiesen und sommergrüne Gesträuche – Krüppelgehölze der Aleuten, Südwestalaskas, Grönlands und Islands; sowie die Steinbirkenwälder Kamtschatkas
  - Subpolarer sommergrüner Laubwald – Fjällbirken-Waldtundra Fennoskandinaviens

### Einteilung

#### Nach Biomen/Ökoregionen
Bei der weiteren Untergliederung gelangt man von der globalen Betrachtung auf die Maßstabsebene der Regionen. Auf dieser Ebene werden vorrangig gesamte Ökosysteme betrachtet und nicht nur die Vegetation. Man spricht dabei von den Biomen oder auch Ökoregionen.

#### Nach WWF-Ökoregionen
Die Umweltstiftung WWF USA hat eine beispielhafte weltweite Klassifizierung nach Ökoregionen vorgenommen. Die Abgrenzungen dieser Regionen beruhen auf einer Kombination verschiedener biogeographischer Konzepte. Sie sind für die Zwecke und Ziele des Naturschutzes besonders gut geeignet.
Der Begriff Waldtundra wird in den WWF-Kategorien nicht verwendet. In insgesamt 31 Ökoregionen gehören Waldtundren neben anderen Vegetationstypen zur natürlichen Ausstattung. Davon werden 14 Ökoregionen zum Hauptbiom („major habitat type“) Tundra gerechnet und 17 zum Hauptbiom Borealer Nadelwald.